# 橢圓似青鱗魚
橢圓似青鱗魚為輻鰭魚綱鲱形目鲱科的其中一種，分布於西太平洋的中國及越南海域，體長可達10公分，棲息在沿海海域，成群活動。

## 擴展閱讀
維基物種上的相關：橢圓似青鱗魚